# Detlev Mehlis
Detlev Mehlis (1949) es fiscal de la Fiscalía General de Alemania en Berlín. Está especializado en las investigaciones sobre asuntos complejos, especialmente en criminalidad internacional, organizaciones terroristas y criminales.
Ocupa funciones de fiscal desde 1992. Entre los asuntos de los que se ha hecho cargo y que han tenido dimensión internacional destaca el atentado con bomba en Berlín en 1986 contra la discoteca La Belle en el que murieron tres personas, donde se descubrió la intervención de los servicios secretos de Libia. Probó la implicación del terrorista internacional Ilich Ramírez Sánchez, alias Carlos, en el ataque al centro cultural francés Maison de France, en la parte occidental de Berlín en 1983. Desde 1998 ha sido el jefe de la Oficina de la European Judiciary Network y coordinador de la lucha contra el crimen organizado en Berlín.
En 2005, el Secretario General de las Naciones Unidas, Kofi Annan, le nombró como jefe de la Comisión Internacional de las Naciones Unidas para la investigación del asesinato del primer ministro del Líbano, Rafik Hariri. El Informe Mehlis fue presentado al Secretario General de la ONU el 20 de octubre de 2005. En él se implicó a los servicios de inteligencia militar de Líbano y Siria de estar inmiscuidos en el asesinato de Hariri, y acusó a oficiales sirios de entorpecer y engañar durante las labores de investigación. Un segundo informe el 10 de diciembre del mismo año confirmó el anterior. El 11 de enero de 2006, Mehlis fue reemplazado por Serge Brammertz.